# آلکسی پیسیمسکی
آلکسی پیسیمسکی (روسی: Алексе́й Феофила́ктович Пи́семский؛ ۲۳ مارس ۱۸۲۱ – ۲ فوریهٔ ۱۸۸۱) یک نمایش‌نامه‌نویس، و پدیدآور اهل امپراتوری روسیه بود.

## کتابشناسی
- سرنوشت دشوار
- دست پوش
- هزار روح
- سرنوشت تلخ
- یک هزار نفوس
- دریاهای آشفته